# Bategede
Bategede is een bestuurslaag in het regentschap Jepara van de provincie Midden-Java, Indonesië. Bategede telt 8376 inwoners (volkstelling 2010).